# UFC Fight Night: Cannonier vs. Rodrigues
UFC Fight Night: Cannonier vs. Rodrigues (conosciuto anche come UFC Fight Night 251, UFC on ESPN + 109 oppure UFC Vegas 102) è stato un evento di arti marziali miste tenuto dalla Ultimate Fighting Championship il 15 febbraio 2025 all'UFC Apex di Las Vegas, negli Stati Uniti.

## Risultati
|                  | Divisione             |                       |                 |                      | Metodo                                      | Round           | Tempo           | Premio          |
| Card Principale  | Card Principale       | Card Principale       | Card Principale | Card Principale      | Card Principale                             | Card Principale | Card Principale | Card Principale |
| ---------------- | --------------------- | --------------------- | --------------- | -------------------- | ------------------------------------------- | --------------- | --------------- | --------------- |
|                  | Pesi medi             | Jared Cannonier       | batte           | Gregory Rodrigues    | KO tecnico (pugni)                          | 4               | 0:21            | FOTN            |
|                  | Pesi piuma            | Youssef Zalal         | batte           | Calvin Kattar        | Decisione unanime (29–28, 29–28, 29–28)     | 3               | 5:00            |                 |
|                  | Pesi medi             | Edmen Shahbazyan      | batte           | Dylan Budka          | KO tecnico (pugni)                          | 1               | 1:34            | POTN            |
|                  | Pesi leggeri          | Nazim Sadykhov        | batte           | Ismael Bonfim        | KO tecnico (stop medico)                    | 1               | 5:00            |                 |
|                  | Pesi medi             | Andre Petroski        | batte           | Rodolfo Vieira       | Decisione unanime (29–28, 29–28, 29–28)     | 3               | 5:00            |                 |
| Card Preliminare |                       |                       |                 |                      |                                             |                 |                 |                 |
|                  | Pesi piuma            | Jose Delgado          | batte           | Connor Matthews      | KO (pugni)                                  | 1               | 2:58            |                 |
|                  | Pesi paglia femminili | Angela Hill           | batte           | Ketlen Souza         | Decisione non unanime (29–28, 28–29, 29–28) | 3               | 5:00            |                 |
|                  | Pesi mosca            | Rafael Estevam        | batte           | Jesús Santos Aguilar | Decisione unanime (29–28, 29–28, 29–28)     | 3               | 5:00            |                 |
|                  | Pesi welter           | Gabriel Bonfim        | batte           | Khaos Williams       | Sottomissione tecnica (brabo choke)         | 2               | 4:58            | POTN            |
|                  | Pesi gallo            | Elijah Smith          | batte           | Vince Morales        | Decisione unanime (29–28, 29–28, 29–28)     | 3               | 5:00            |                 |
|                  | Pesi massimi          | Valter Walker         | batte           | Don'Tale Mayes       | Sottomissione (heel hook)                   | 1               | 1:17            |                 |
|                  | Pesi gallo femminili  | Jacqueline Cavalcanti | batte           | Julia Avila          | Decisione unanime (30–27, 30–27, 30–27)     | 3               | 5:00            |                 |

## Premi
I lottatori premiati ricevettero un bonus di 50.000 dollari.
Legenda:
- FOTN: Fight of the Night (vengono premiati entrambi gli atleti per il miglior incontro dell'evento)
- POTN: Performance of the Night (viene premiato il vincitore per la migliore performance dell'evento)